# Chantilly (Virginia)
Chantilly is een plaats (census-designated place) in de Amerikaanse staat Virginia, en valt bestuurlijk gezien onder Fairfax County. Hier vond in 1862 de Slag bij Chantilly plaats. Washington Dulles International Airport ligt in Chantilly.

## Demografie
Bij de volkstelling in 2000 werd het aantal inwoners vastgesteld op 41.041.

## Geografie
Volgens het United States Census Bureau beslaat de plaats een oppervlakte van
30,2 km², geheel bestaande uit land.

## Plaatsen in de nabije omgeving
De onderstaande figuur toont nabijgelegen plaatsen in een straal van 12 km rond Chantilly.